# Weststellingwerf

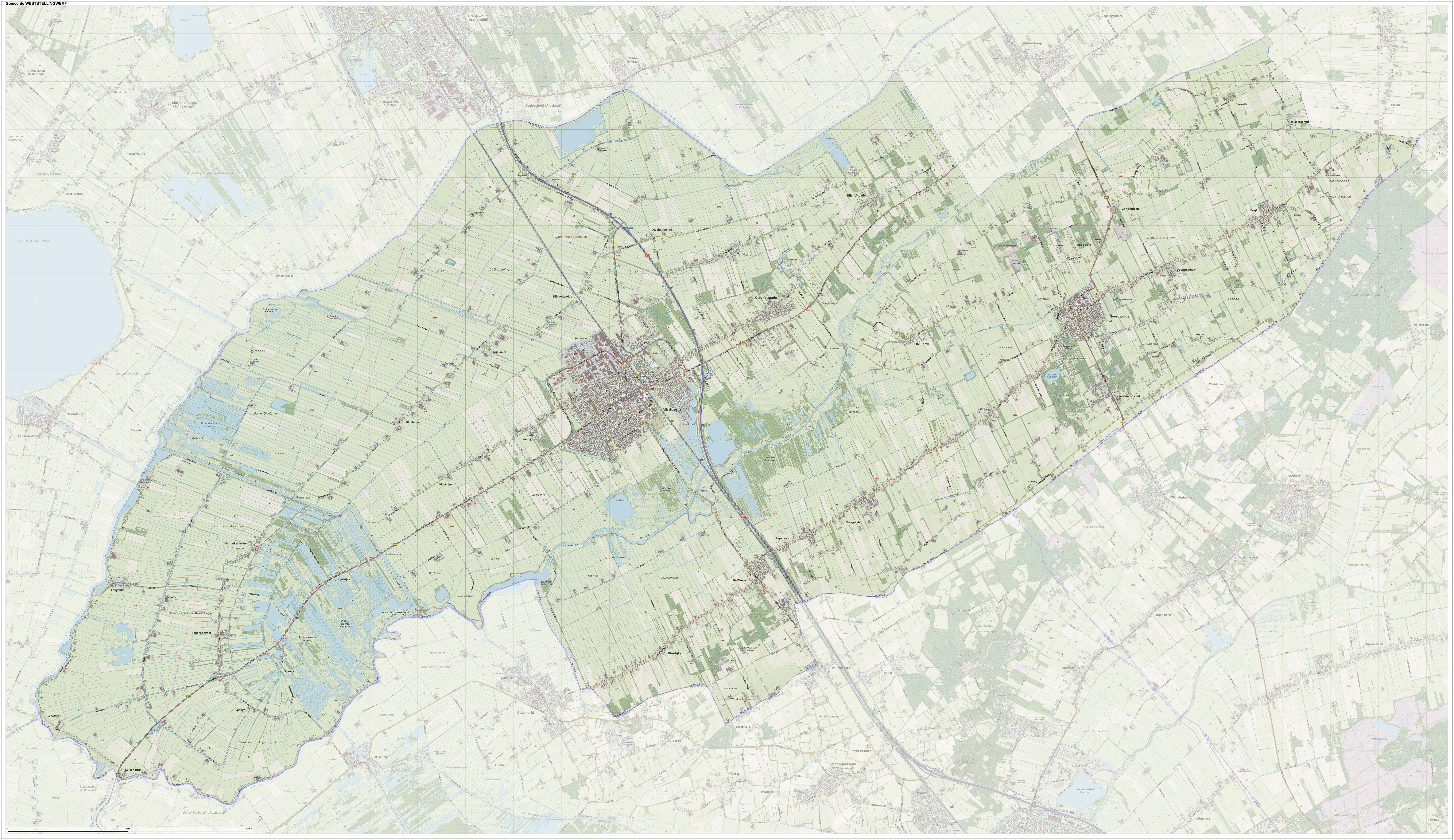
Topografische gemeentekaart van Weststellingwerf, september 2023

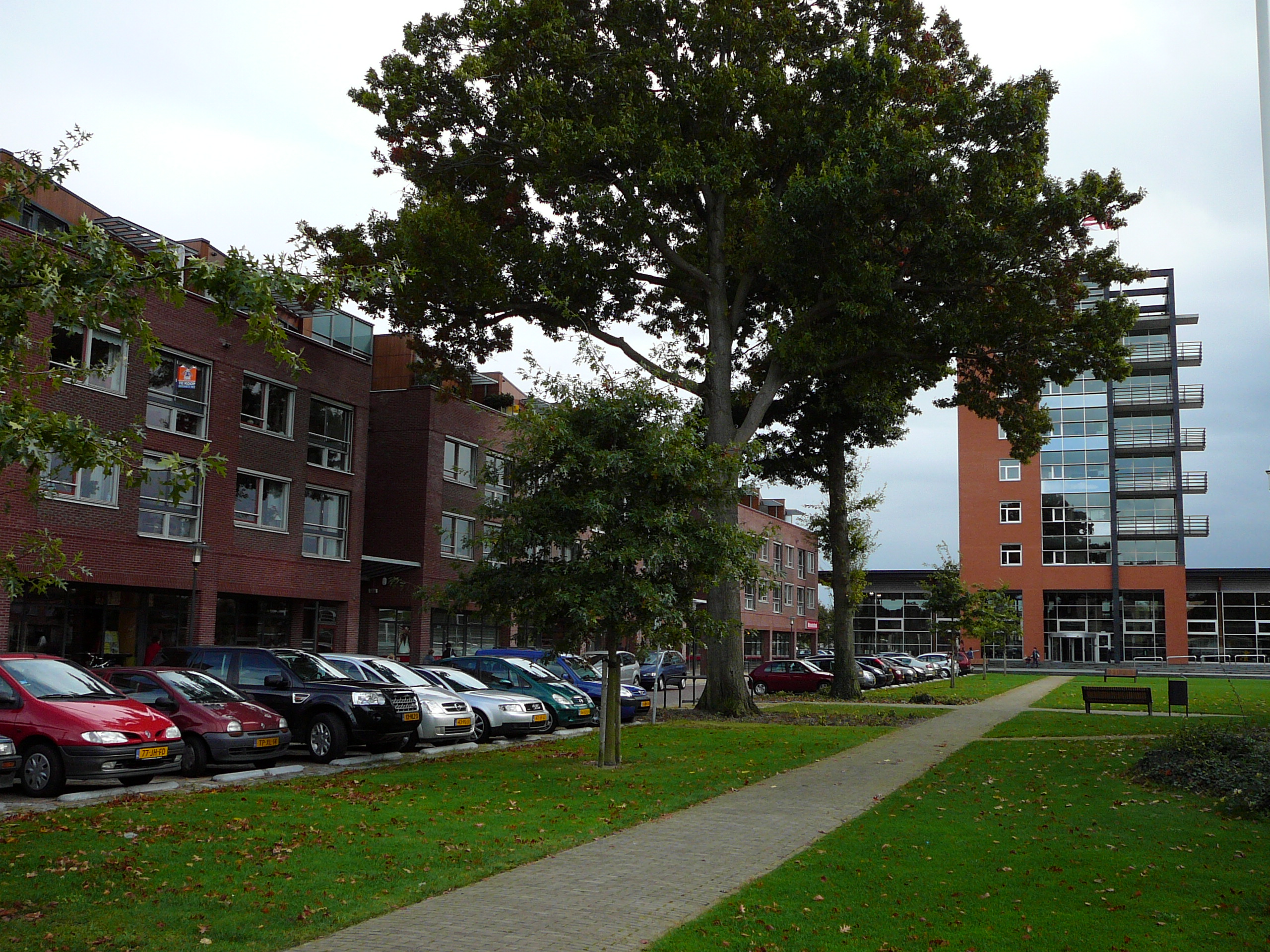
Rechts op de foto het Gemeentehuis van Weststellingwerf

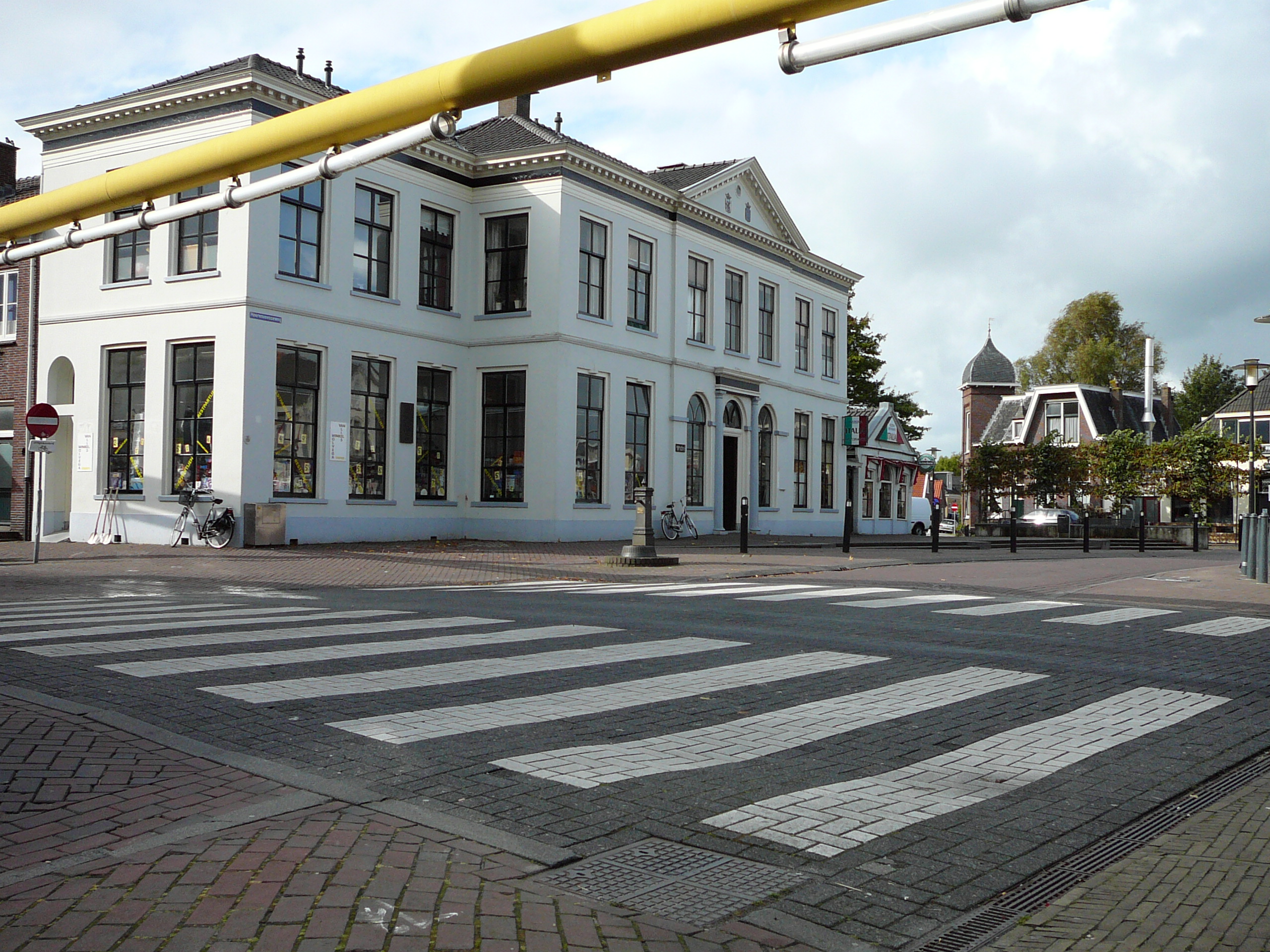
Het oude gemeentehuis (grietenijhuis) aan het centrumplein. Situatie tot 2011. Inmiddels is het plein volledig opnieuw ingericht.

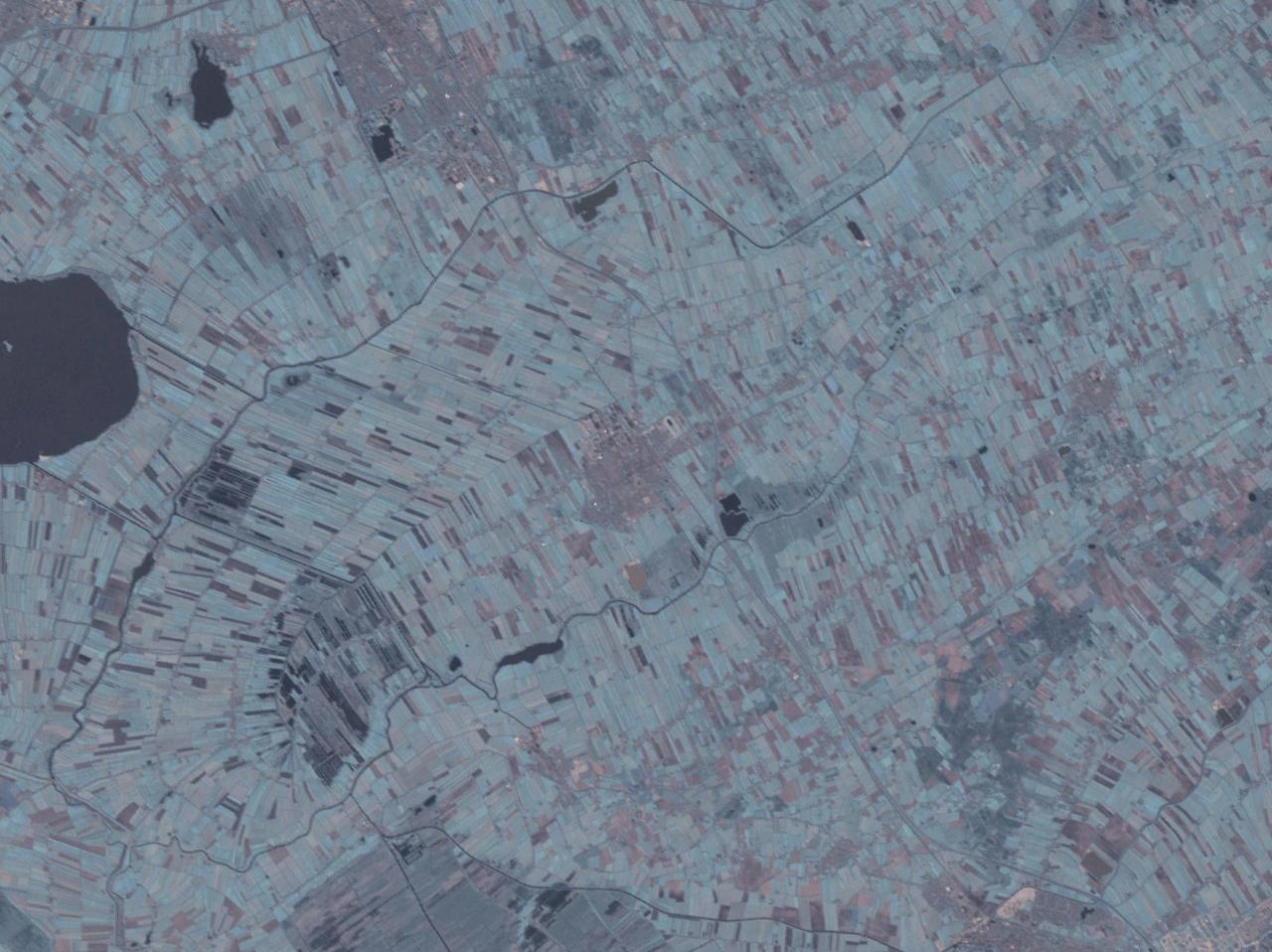
Satellietfoto omgeving Weststellingwerf

Weststellingwerf (Stellingwerfs: Weststellingwarf, Fries: Weststellingwerf) is een gemeente met 26.487 inwoners (22 november 2024, bron: CBS) in de Nederlandse provincie Friesland. De hoofdplaats is Wolvega, waar tevens het gemeentebestuur zetelt en de meeste voorzieningen geconcentreerd zijn. 
De gemeente is ten noorden begrensd door de rivier de Tjonger (Kuinder). In de westhoek van de gemeente vormt de rivier de Linde de zuidgrens. Weststellingwerf heeft een oppervlakte van 228,36 km², waarvan 6,21 km² water. De gemeente ligt in de Stellingwerven, tegen de grenzen met de provincies Drenthe en Overijssel.
De landbouw omvat akkerbouw en veehouderij. De industrie, voornamelijk gevestigd in Wolvega en Noordwolde, produceert onder andere meubelen, zuivelproducten, bouwmaterialen en elektrotechnische artikelen. Het natuurreservaat Lindevallei is een complex bestaande uit: Helomapolder, Driessenpolder, Gorterspolder, Botkereservaat, Onland en Oude Stroomdal (petgaten ten zuiden van de Linde). Andere natuurgebieden binnen de gemeente zijn de staatsnatuurreservaten Brandemeer (niet toegankelijk) en Rottige Meente.

## Geschiedenis
De oudste dorpen in Weststellingwerf ontstonden in de 8ste-14de eeuw, gebouwd op flauw hellende, lange zandruggen, die oorspronkelijk werden begrensd door hoogveen.
In 1204 kregen de inwoners van Oldeholtpade toestemming van de Bisschop van Utrecht, waar ze destijds onder stonden, om een eigen kapel te hebben. Deze verwijzing bewijst dat men al in die tijd tussen de rivieren Linde en Kuinder woonde. In deze jaren behoorden West- en Ooststellingwerf tot Drenthe. Het bestuur en de rechtspraak waren in handen van stellingen (dorpsrechters), die elk jaar wisselden. In 1504 werd het gebied de tiende grietenij van de Zevenwouden, dat voor die tijd uitzonderlijk democratisch was. Later worden er meerdere dorpen genoemd, en zo ontstaat langzaam een vrije natie van de Stellingwerven.
De eigenlijke naam Stellingwerf komt voor zover bekend als eerst voor in een document uit 1309. In 1517 worden de Stellingwerven gescheiden in het Westeinde (nu Weststellingwerf) en het Oosteinde (nu Ooststellingwerf). De Stellingwerven maken met uitzondering van het deel ten noorden van de Kuinder vanouds deel van het Saksisch taalgebied.

### 20ste eeuw
Doordat het veen opraakte, vervielen veel mensen tot armoede en werden werkloos. Rond deze tijd ontstond de rietvlechtindustrie in Noordwolde. De sociale en culturele geschiedenis is nu terug te vinden in het Nationaal Vlechtmuseum te Noordwolde. Het socialisme kwam op, wat onder meer leidde tot beter onderwijs. Ook ontstonden grote ondernemingen, met name in de zuivelindustrie.

## Cultuur
De naam Stellingwerf wordt voor het eerst vermeld in 1309, daarom werd in 2009 het 700-jarig bestaan van de "Stellingwerven" gevierd. Er bevinden zich twee opera's in de gemeente. Belangrijke kenmerken van de Stellingwerfse cultuur is het kleinschalig denken en het nabuurschap.
In Weststellingwerf werd van oudsher geen Fries, maar Stellingwerfs gesproken, een dialect van het Nedersaksisch. Uit een quickscan van de provincie Friesland uit 2011 bleek dat bij 22% van de ondervraagden de thuistaal Stellingwerfs was. Voor het Nederlands en Fries waren deze percentages 56% en 22%. In 2007 sprak 29% thuis nog Stellingwerfs en 18% Fries. Deze percentages liggen lager dan het daadwerkelijk kunnen spreken van het Stellingwerfs. In 2005 zei 64,6% Stellingwerfs te kunnen praten. 53,2% zei thuis Stellingwerfs of Stellingwerfs én Nederlands te praten. Deze cijfers verschillen met de quickscans van de provincie Friesland. Het betreft voornamelijk oudere sprekers, de jeugd spreekt het Stellingwerfs in mindere mate.
| Praten/lezen                                      | Weststellingwerf |
| Het Stellingwerfs redelijk tot goed praten kunnen | 64,6%            |
| Het Stellingwerfs thuis inderdaad frequent praten | 53,2%            |
| Het Stellingwerfs lezen kunnen                    | 77,2%            |
| Het Stellingwerfs redelijk vaak lezen             | 52,3%            |

| Thuistaal     | Weststellingwerf |
| Stellingwerfs | 29%              |
| Fries         | 18%              |
| Nederlands    | 53%              |

| Thuistaal     | Weststellingwerf |
| Stellingwerfs | 22%              |
| Fries         | 22%              |
| Nederlands    | 56%              |

| Thuistaal     | Weststellingwerf |
| Stellingwerfs | 20%              |
| Fries         | 24%              |
| Nederlands    | 53%              |
| Overig        | 3%               |

### Monumenten
In de gemeente is er een aantal rijksmonumenten, gemeentelijke monumenten, en oorlogsmonumenten, zie:
- Lijst van rijksmonumenten in Weststellingwerf
- Lijst van gemeentelijke monumenten in Weststellingwerf
- Lijst van oorlogsmonumenten in Weststellingwerf

### Kunstwerken
In de gemeente zijn diverse beelden, sculpturen en objecten geplaatst in de openbare ruimte, zie:
- Lijst van beelden in Weststellingwerf

## Plaatsen
De gemeente Weststellingwerf telt 27 dorpen, waarvan er 26 als officiële woonkern zijn aangeduid. De hoofdplaats is Wolvega. De Nederlandse namen zijn de officiële, de Friese namen worden weinig gebruikt. In Weststellingwerf staan er Nederlandse en Friese plaatsnaambordjes, maar niet in het Stellingwerfs.

### Dorpen
Aantal inwoners per dorpsgebied op 1 januari 2023:
| Nederlandse naam | Stellingwerfse naam | Friese naam    | Inwoners |
| ---------------- | ------------------- | -------------- | -------- |
| Blesdijke        | Blesdieke           | Blesdike       | 480      |
| Boijl            | Buil                | Boyl           | 880      |
| De Blesse        | De Blesse           | De Blesse      | 810      |
| De Hoeve         | De Hoeve            | De Hoeve       | 395      |
| Langelille       | De Langelille       | De Langelille  | 270      |
| Munnekeburen     | Munnikeburen        | Munnikebuorren | 460      |
| Nijeholtpade     | Ni'jhooltpae        | Nijeholtpea    | 510      |
| Nijeholtwolde    | Ni'jhooltwoolde     | Nijeholtwâlde  | 190      |
| Nijelamer        | Ni'jlaemer          | Nijelemmer     | 145      |
| Nijetrijne       | Ni'jtriene          | Nijetrine      | 140      |
| Noordwolde       | Noordwoolde         | Noardwâlde     | 3.625    |
| Oldeholtpade     | Hooltpae            | Aldeholtpea    | 1.115    |
| Oldeholtwolde    | Hooltwoolde         | Aldeholtwâlde  | 145      |
| Oldelamer        | Ooldelaemer         | Aldlemmer      | 230      |
| Oldetrijne       | Ooldetriene         | Aldetrine      | 215      |
| Oosterstreek     | De Oosterstreek     | Easterstreek   | 570      |
| Peperga          | Peperge             | Pepergea       | 100      |
| Scherpenzeel     | Scharpenzeel        | Skerpenseel    | 450      |
| Slijkenburg      | Sliekenborg         | Slikenboarch   | 37       |
| Sonnega          | Sunnege             | Sonnegea       | 240      |
| Spanga           | Spange              | Spangea        | 240      |
| Steggerda        | Steggerde           | Steggerda      | 1.045    |
| Ter Idzard       | Der Izzerd          | Teridzert      | 315      |
| Vinkega          | Vinkege             | Finkegea       | 205      |
| Wolvega          | Wolvege             | Wolvegea       | 13.355   |
| Zandhuizen       | Zaandhuzen          | Sânhuzen       | 340      |

Bron: gemeente Weststellingwerf/CBS

### Andere kernen
Naast deze officiële kernen bevinden zich in de gemeente de volgende andere kernen, voornamelijk buurtschappen:
| Nederlandse naam    | Stellingwerfse naam | Dorpsgebied                      |
| ------------------- | ------------------- | -------------------------------- |
| Boekelte            | Boekelte            | Boijl                            |
| Gracht              | De Gracht           | Munnekeburen/Scherpenzeel/Spanga |
| Munnekezeel         | Munnikezeel         | Munnekeburen/Scherpenzeel        |
| Noordwolde-Zuid     | Noordwoolde-Zuud    | Noordwolde                       |
| Overburen           | Euverburen          | Steggerda/Peperga                |
| Rijsberkampen       | Riseperkampen       | Boijl                            |
| Rode Dorp           | Et Rooie Dörp       | Zandhuizen                       |
| Schoterzijl (deels) | Schoterziel         | Langelille                       |

## Wateren
In de provincie Friesland zijn doorgaans in alle gemeenten op het vasteland sinds 15 maart 2007 de Friese namen van de wateren de officiële namen. De gemeente Weststellingwerf heeft gekozen voor zo veel mogelijk Stellingwerfse namen. De Nederlandse waternamen zijn afkomstig van de Topografische Dienst van Kadaster Geo-Informatie.

### Kanalen en sloten

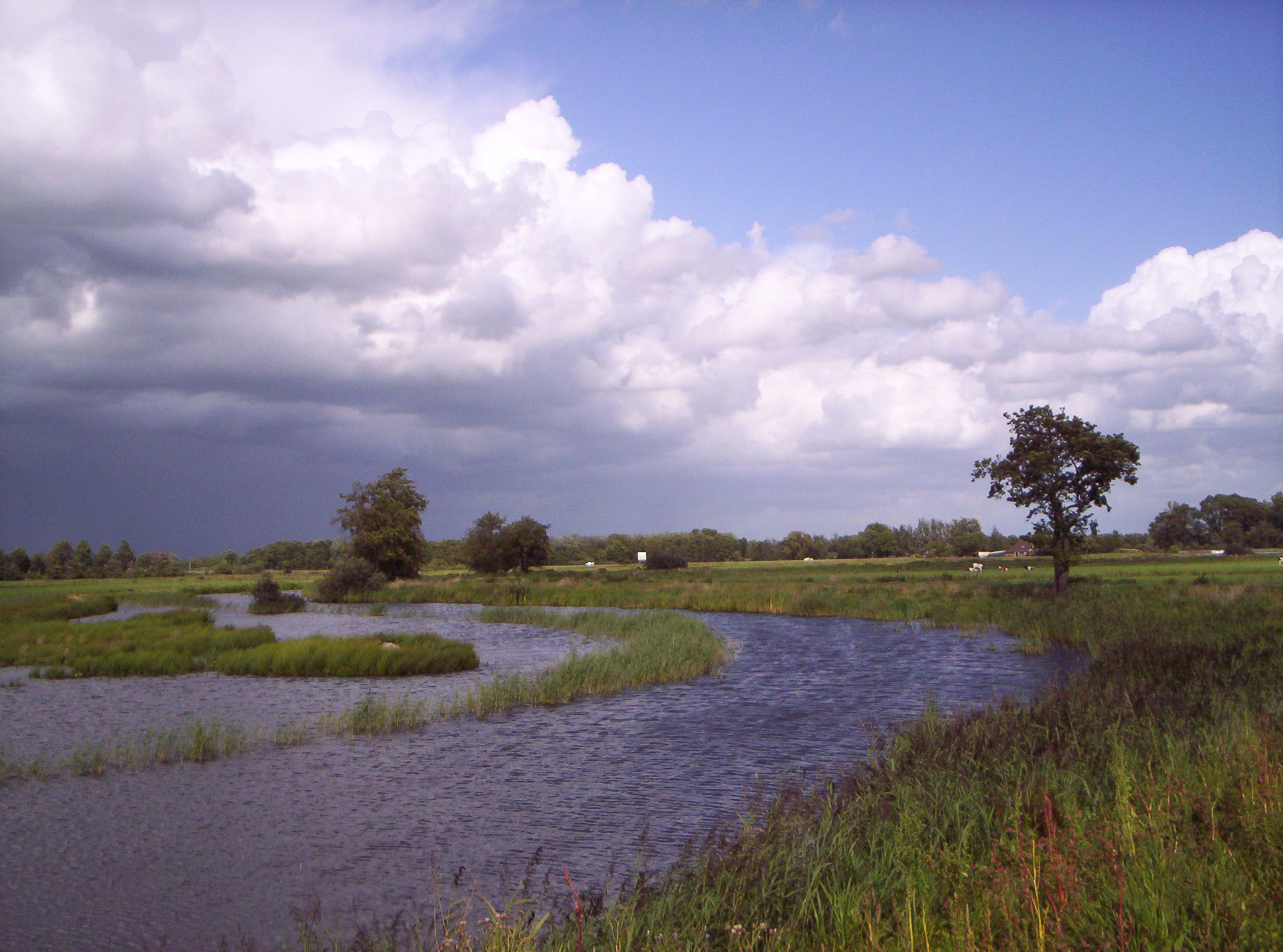
De Linde in het Lindevallei nabij De Blesse

In de gemeente Weststellingwerf bevinden zich de volgende kanalen, sloten en diverse watergangen:
| Nederlandse naam        | Officiële naam            |
| ----------------------- | ------------------------- |
| Bij of Tusschenlinde    | Bi’j- of Tussenlende      |
| Gracht                  | De Gracht                 |
| Jonkers- of Helomavaart | Jonkers- of Helomavaort   |
| Kuinder of Tjonger      | De Tsjonger of De Kuunder |
| Linde                   | De Lende                  |
| Kolonievaart            | Wiek van de Vierdepatten  |
| Noordwoldervaart        | Noordwoolder Vaort        |
| Oude Lemstersloot       | Oolde Lemster Sloot       |
| Oude Veenvaart          | Schipsloot                |
| De Scheene              | De Scheene                |
| Schipsloot              | Schipsloot                |
| Steggerdavaart          | Steggerdesloot            |
| De Wetering             | De Wetering               |
| Wijde Sloot             | Wiede Sloot               |
| Zandhuizerwetering      | De Wetering               |

### Meren en poelen
In de gemeente Weststellingwerf bevinden zich de volgende meren en poelen:
| Nederlandse naam | Officiële naam |
| ---------------- | -------------- |
| Brandemeer       | Braandemeer    |
| Spokeplas        | Spoekeplas     |
| Het Wijd         | Et Wiede       |
| Het Wijde        | Et Wiede       |

## Aangrenzende gemeenten
| Aangrenzende gemeenten | Aangrenzende gemeenten | Aangrenzende gemeenten | Aangrenzende gemeenten | Aangrenzende gemeenten |
| ---------------------- | ---------------------- | ---------------------- | ---------------------- | ---------------------- |
|                        |                        | Heerenveen             |                        | Ooststellingwerf       |
|                        |                        |                        |                        |                        |
| De Friese Meren        |                        |                        |                        |                        |
|                        |                        |                        |                        |                        |
|                        |                        | Steenwijkerland (O)    |                        | Westerveld (Dr)        |

## Politiek

### Gemeenteraad
De gemeenteraad van Weststellingwerf bestaat uit 21 zetels. Hieronder de behaalde zetels per partij bij gemeenteraadsverkiezingen sinds 1998:
| Gemeenteraadszetels                 | Gemeenteraadszetels | Gemeenteraadszetels | Gemeenteraadszetels | Gemeenteraadszetels | Gemeenteraadszetels | Gemeenteraadszetels | Gemeenteraadszetels |
| Partij                              | 1998                | 2002                | 2006                | 2010                | 2014                | 2018                | 2022                |
| ----------------------------------- | ------------------- | ------------------- | ------------------- | ------------------- | ------------------- | ------------------- | ------------------- |
| VVD                                 | 3                   | 4                   | 4                   | 5                   | 5                   | 5                   | 4                   |
| Weststellingwerfs Belang            | 1                   | 4                   | 3                   | 3                   | 3                   | 2                   | 4                   |
| Sociaal Duurzaam Weststellingwerf * | -                   | -                   | -                   | -                   | -                   | 5                   | 3                   |
| CDA                                 | 4                   | 5                   | 4                   | 4                   | 4                   | 4                   | 3                   |
| Blijf Stellingwarfs                 | -                   | -                   | -                   | -                   | -                   | 2                   | 3                   |
| GroenLinks                          | 2                   | 2                   | 2                   | 3                   | 2                   | 2                   | 2                   |
| Hart voor Weststellingwerf**        | -                   | -                   | -                   | -                   | -                   | 1                   | 2                   |
| PvdA*                               | 5                   | 5                   | 8                   | 6                   | 5                   | -                   | -                   |
| Weststellingwerf Natuurlijk!*       | -                   | -                   | -                   | -                   | 1                   | -                   | -                   |
| VVA*                                | -                   | -                   | -                   | -                   | 1                   | -                   | -                   |
| Krachtig Sociaal Groen              | -                   | -                   | -                   | -                   | -                   | -                   | -                   |
| SDP                                 | 4                   | 1                   | -                   | -                   | -                   | -                   | -                   |
| Totaal                              | 19                  | 21                  | 21                  | 21                  | 21                  | 21                  | 21                  |

- Janneke Kampinga, raadsgriffier

 *Sociaal Duurzaam Weststellingwerf werd opgericht door leden van de PvdA, Weststellingwerf Natuurlijk en VVA, die partijen deden in 2018 zelf niet mee aan de raadsverkiezingen.
** Hart voor Weststellingwerf is in maart 2024 ontstaan door een afsplitsing van de voltallige fractie van D66. Hart voor Weststellingwerf doet voor het eerst mee met de gemeenteraadsverkiezingen van 2026.

### College van B&W
Het college van burgemeester en wethouders bestaat uit onderstaande personen:
- Stieneke van der Graaf, CU, waarnemend burgemeester
- Roelof Theun Hoen, VVD, wethouder en 1e locoburgemeester
- Tom Hartog, WB, wethouder en 2e locoburgemeester
- Hanneke Zonderland, CDA, wethouder en 3e locoburgemeester
- Heidi den Hartigh, SDW, wethouder en 4e locoburgemeester
- Willem Mutter gemeentesecretaris

## Partnergemeente
De gemeente was van 1992 tot mei 2015 betrokken bij de Poolse gemeente Choszczno. Dit officiële partnerschap hield in dat beide gemeenten elkaar van tijd tot tijd bezoeken. Deze uitwisselingen waren bedoeld om elkaar te helpen en om van elkaar te leren.